# Biscotti del Lagaccio
(Pellegrino Artusi, La scienza in cucina e l'arte di mangiar bene)
I biscotti del Lagaccio (bescheutti do Lagasso in ligure) sono biscotti originari del quartiere del Lagaccio, a Genova.
Questo tipo di biscotto veniva un tempo chiamato, soprattutto nell'ovadese, anche biscotto della salute (in genovese bescheutti da salûte). In realtà, si tratta due prodotti distinti provenienti dalla medesima, antica tradizione ligure e del basso Piemonte.
Mentre un tempo la principale differenza fra i due era la presenza fra gli ingredienti del Lagaccio di liquore o essenza di anice, nel corso del XX secolo i due prodotti si sono sempre più differenziati a livello merceologico e commerciale. Il Biscotto del Lagaccio si è affermato come prodotto di nicchia, più simile alla "pasticceria secca", grazie all'attività sia di produttori artigianali che di piccole aziende locali.
Il Biscotto della Salute (o Biscotto Salute, nella denominazione commerciale) ha visto svilupparsi dai primi del Novecento una importante produzione industriale, con buone fortune commerciali, identificandosi, diversamente dal Lagaccio, più come fetta biscottata dolce, da prima colazione, che non come prodotto di pasticceria.

## Storia
I Biscotti del Lagaccio o semplicemente "Lagacci" nacquero nel 1593 nel quartiere del Lagaccio, a Genova, nei pressi del bacino artificiale omonimo voluto da Andrea Doria, colmato negli anni sessanta, dove all'epoca un forno incominciò a produrre questo tipo di biscotti.
All'origine erano semplici fette di pane biscottate che servivano per la conservazione in barca. È molto adatto per le prime colazioni o per spuntini. Tuttora è prodotto da alcune industrie dolciarie intorno a Genova e, in generale, in Liguria e a Ovada e Voltaggio, nel Basso Piemonte.

## Valori nutrizionali
I valori nutrizionali si riferiscono a 100 g di prodotto
| Valore energetico | Proteine | Carboidrati | Grassi |
| ----------------- | -------- | ----------- | ------ |
| kcal 296 KJ 1.252 | 6,7 g    | 53,1 g      | 6,4 g  |